# Rob Harvey
Robert Harvey (Dublino, 9 settembre 1988) è un arbitro di calcio irlandese.

## Carriera
Ha debuttato il 24 settembre 2013 in League of Ireland Premier Division, arbitrando il match tra Drogheda e Cork City. Il 26 marzo 2016 dirige il suo primo incontro internazionale, tra le nazionali Under-17 di Germania e Bulgaria.